# Beate Scheiber
Beate Scheiber (* 12. April 1974 in Innsbruck) ist eine österreichische Politikerin.

## Leben und Wirken
Beate Scheiber wurde am 12. April 1974 als Beate Raich in Innsbruck geboren. Sie besuchte die Volks-, die Hauptschule und später das BORG in Landeck und danach die Gesundheits- und Krankenpflegeschule Zams. Von 1995 bis 2001 arbeitete sie als Stationsleiterin im Altersheim Landeck, danach war sie bis 2003 Pharmareferentin bei Sankyö, bevor sie als Diplomkrankenschwester im Altersheim Grins und im Sozialsprengel Landeck tätig war. Seit 2015 ist sie selbständige Diplomierte Gesundheits- und Krankenpflegerin.

## Politik
Ihre politische Karriere begann sie 2016 als Gemeinderätin in Landeck. Sie ist auch Mitglied der ÖVP-Organisation Österreichische Frauenbewegung in Landeck, wo sie 2019 Stadtleiterin wurde. Am 11. November 2023 wurde Beate Scheiber zur Landesleiterin in Igls gewählt. Am 25. Oktober 2022 wurde sie nach dem Ausscheiden von Anton Mattle in den Tiroler Landtag gewählt. Sie ist dort Mitglied in den Ausschüssen für „Föderalismus, Europäische Integration und Europaregion Tirol“, im „Finanzausschuss“ und im „Petitionsausschuss“ sowie im „Ausschuss für Soziales, Frauen, Integration und Inklusion sowie Gesundheit und Pflege“, in dem sie auch Obmann-Stellvertreterin ist.